# Cahiers de doléances

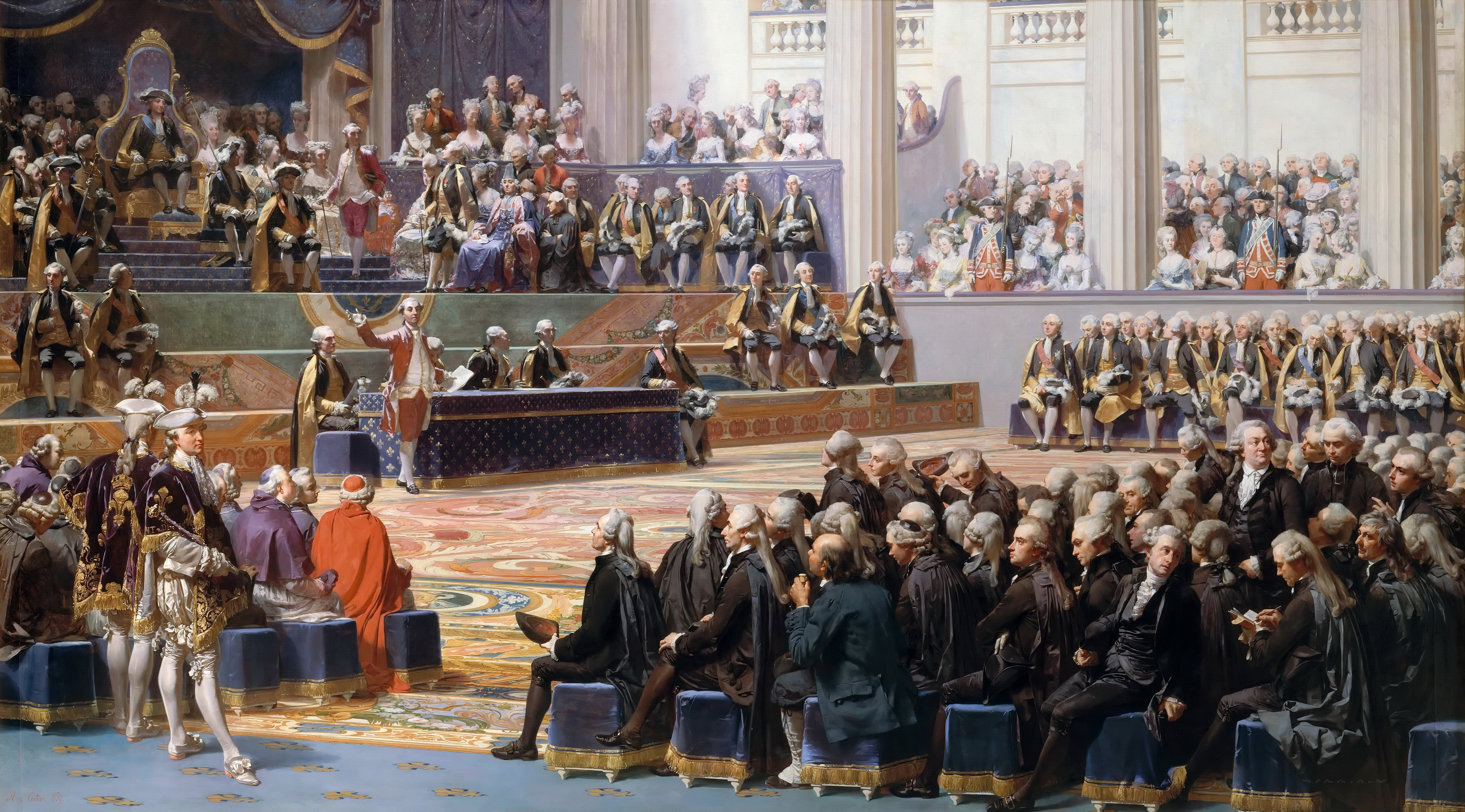
Louis-Charles-Auguste Couder, Apertura degli Stati generali il 5 maggio 1789

I cahiers de doléances, conosciuti in italiano come quaderni delle lamentele o quaderni di doglianza, erano dei registri nei quali le assemblee incaricate di eleggere i deputati agli Stati generali, convocati in via d'urgenza nel 1789 da Luigi XVI, annotavano critiche e lamentele della popolazione: le richieste più frequenti riguardavano l'abolizione delle decime ecclesiastiche e dei privilegi signorili. L'uso dei cahiers risale al XIV secolo, anche se i quaderni più famosi restano quelli del 1789, che ogni assemblea cetuale avrebbe dovuto, secondo disposizioni dello stesso monarca, compilare per esprimere richieste e operare denunce al sovrano.
Elemento comune nelle rivendicazioni dei cahiers  è la richiesta di limitare il potere del sovrano attraverso leggi che istituissero un parlamento nazionale, che operasse un'attività di controllo sulle imposizioni fiscali decise dalla monarchia e le proposte di legge.
Si cominciò nei villaggi e nelle parrocchie urbane a redigere i "quaderni di parrocchie".

## Richieste dei quaderni per gli Stati generali del 1789

### Primo Stato

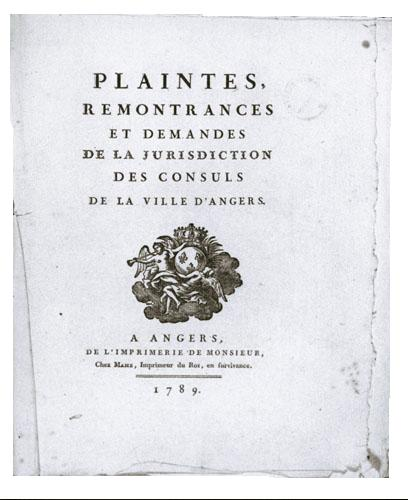
"Plaintes, remontrances et demandes de la jurisdiction des consuls de la ville d'Angers", 1789

I quaderni del Primo Stato, cioè il clero, chiedevano spesso che fosse posta fine all'abitudine di assegnare più diocesi a un solo vescovo e auspicavano l'accesso al vescovado anche per chi non godesse di nobiltà di nascita. La visione era comunque prettamente cattolica e quindi cercava di preservare il cattolicesimo come unica religione ufficiale dello stato. Da questi emerge la conflittualità presente fra basso clero, legato al giansenismo, e i vescovi con il clero regolare.

### Secondo Stato
Nei quaderni del Secondo Stato, rappresentato dai nobili, vi erano, oltre alla scontata richiesta di voto per ordine in difesa dei privilegi, anche richieste liberali talvolta, che invocavano la fine delle franchigie fiscali e auspicavano il conferimento degli incarichi per meriti accademici più che per diritto di nascita. Dai quaderni del secondo stato emerge la distanza e il dissenso fra l'alta nobiltà e la nobiltà di corte e la nobiltà di provincia.

### Terzo Stato
I quaderni del Terzo Stato, costituito dalla borghesia e dai contadini che formavano la maggioranza della società, lamentavano prevalentemente i privilegi finanziari degli altri due stati, che erano esentati da varie imposte, e rivendicavano un potere pretendendo la fine della divisione della società in ordini (ritenendosi la borghesia lo stato più rappresentativo). Il terzo stato invocava un sistema di votazione all'assemblea degli stati generali per rappresentanza numerica e non per stato, cosa che di fatto lo escludeva dal potere decisionale, ponendolo sistematicamente in minoranza. In numerosi quaderni viene evocata una struttura costituzionale in cui il potere legislativo fosse affidato alla "nazione" (che spesso il terzo stato identificava con sé stesso) congiuntamente al re, e il potere esecutivo al sovrano.
Nel 1789, i cahiers de doléances acquistarono valore di sondaggio e una sinossi dei quaderni fu letta davanti all'assemblea costituitasi il 27 luglio 1789 per volere del conte di Tolosa.
Dalla lettura di questi documenti emerge in modo chiaro l'esasperazione del mondo contadino per le vessazioni subite e le sperequazioni esistenti nella ripartizione dei tributi:
Ciò nonostante emergono anche qui le distanze tra contadini ricchi e contadini disagiati in merito alla suddivisione delle terre demaniali. Allo stesso modo si percepiscono le divisioni tra mercanti e capi delle corporazioni sulle regole del lavoro.

## Importanza storiografica
Dal punto di vista storiografico i cahiers de doléances rappresentano documenti importantissimi per la comprensione del clima politico e sociale in Francia nel periodo dell'esplosione della rivoluzione francese, dando la possibilità di indagare i sottili equilibri e le singole connessioni esistenti tra i vari strati della società francese del tempo. I cahiers finora noti agli storici sono complessivamente sessantamila (in maggior numero riguardanti il terzo stato).